# Instytut Etnologii i Antropologii Kulturowej Uniwersytetu Łódzkiego
Instytut Etnologii i Antropologii Kulturowej Uniwersytetu Łódzkiego (IEiAK UŁ) – instytut wchodzący w skład Wydziału Filozoficzno-Historycznego Uniwersytetu Łódzkiego.

## Historia i współczesność
Katedra Etnografii na Uniwersytecie Łódzkim została zorganizowała wiosną 1945 roku przez dr Kazimierę Zawistowicz-Adamską. Na początku lat 90. XX wieku przemianowano ją na Katedrę Etnologii, a w 2005 roku przekształcono w Instytut Etnologii i Antropologii Kulturowej.
Materiały pochodzące z etnograficznych badań terenowych (wywiady, fotografie, kwerendy archiwalne i biblioteczne, mapy itp.) prowadzonych na terenie Polski i Europy, gromadzone są od 1946 roku w archiwum naukowym IEiAK UŁ. Zbiory składające się na specjalistyczny księgozbiór, zgodny z profilem naukowo-dydaktycznym Instytutu, dostępne są w Bibliotece Humanistycznej UŁ.
IEiAK UŁ prowadzi studia stacjonarne I i II stopnia oraz studia doktoranckie III stopnia.
W Instytucie działa Studencko-Doktoranckie Koło Naukowe Etnologów „Wagabunda”.

## Kierownicy/Dyrektorzy
- 1945–1967 prof. dr Kazimiera Zawistowicz-Adamska – kierowniczka Katedry Etnografii
- 1967–1970 – stanowisko kierownika Katedry Etnografii pozostaje nieobsadzone
- 1970–1994 prof. dr hab. Bronisława Kopczyńska-Jaworska kierowniczka Katedry Etnografii
- 1994–2012 prof. UŁ dr hab. Władysław Baranowski – kierownik Katedry Etnologii (1994–2005); dyrektor Instytutu Etnologii i Antropologii Kulturowej (2005–2012)
- 2012–2019 prof. UŁ dr hab. Grażyna Ewa Karpińska – dyrektorka Instytutu Etnologii i Antropologii Kulturowej
- 2019– prof. UŁ dr hab. Inga Kuźma – dyrektorka Instytutu Etnologii i Antropologii Kulturowej[8]

## Struktura

### Zakład Antropologii Kulturowej
- kierownik Zakładu: prof. UŁ dr hab. Marcin Kępiński

#### Obszary badań
Antropologia symboliczna; antropologia medyczna; transhumanizm i technicyzacja kultury; antropologia pamięci; współczesna kultura Podhala; historia i kultura XIX i XX wieku.

### Zakład Teorii i Badania Kultury Współczesnej
- kierownik Zakładu: prof. UŁ dr hab. Grażyna Ewa Karpińska

#### Obszary badań
Antropologia miasta i antropologia w mieście; antropologia i problem pamięci; przeszłość w krajobrazie miasta i wsi; cyfrowe archiwa, dokumentacja przeszłości; teoria etnologiczna i metodologia współczesnej antropologii; antropologia jedzenia; antropologia rzeczy i etnografia zamieszkiwania; dokumenty życia codziennego; folklor współczesny; etnobotanika.

### Pracownia Antropologii Praktycznej
- kierownik Pracowni: prof. UŁ dr hab. Inga Kuźma

#### Obszary badań
Antropologiczne badania w działaniu; etos regionalisty; instytucje lokalne i ich kreatorzy; nowe technologie; antropologia wizualna.

## Samodzielni pracownicy naukowi

### Obecni
- prof. UŁ dr hab. Katarzyna Kaniowska
- prof. UŁ dr hab. Grażyna Ewa Karpińska
- prof. UŁ dr hab. Marcin Kępiński
- prof. UŁ dr hab. Inga Kuźma
- prof. UŁ dr hab. Ewa Nowina-Sroczyńska
- prof. dr hab. Wiesław Puś

### Emerytowani
- prof. UŁ dr hab. Władysław Baranowski
- prof. dr hab. Bronisława Kopczyńska-Jaworska
- prof. dr hab. Violetta Krawczyk-Wasilewska
- prof. dr hab. Jadwiga Kucharska
- prof. UŁ dr hab. Andrzej Lech
- prof. dr hab. Sławoj Szynkiewicz
- prof. UŁ dr hab. Andrzej Paweł Wejland
- prof. dr hab. Maria Wieruszewska-Adamczyk
- prof. dr hab. Kazimiera Zawistowicz-Adamska[12]